# Васильева, Ольга Александровна
О́льга Алекса́ндровна Васи́льева (1921, Острогожск — 30 января 1996) — женщина-снайпер Великой Отечественной войны, старший краснофлотец ВМФ СССР. Служила в 255-й морской стрелковой бригаде.

## Биография
Родилась в 1921 году в городе Острогожск Воронежской губернии. Окончила среднюю школу и 2-й курс медицинского института, после чего в 1942 году добровольцем отправилась на фронт.
Место призыва — Ленинский районный военкомат Куйбышевской области. Член ВЛКСМ. Служила в 255-й морской стрелковой Краснознамённой бригаде, сражаясь на Северо-Кавказском фронте в 1942—1943 годах, дослужилась до звания старшего краснофлотца.
Окончив курсы снайперов, летом 1943 года она была направлена в 322-й батальон 255-й бригады морской пехоты. Она вручила приказ командира бригады, в котором говорилось о прохождении Васильевой дальнейшей службы в качестве снайпера.
Несла службу в состав 3-й роты 322-го батальона как снайпер-наблюдатель. Хорошо знала немецкий язык.
Ольга Васильева участвовала в боях на Малой земле и в Новороссийско-Таманской операции. После прибытия с группой снайперов в расположение своего взвода она получила первый инструктаж от командира взвода, снайпера Григория Кучменко. На следующий день Васильева отправилась на первое снайперское задание, в течение трёх дней искала удачную позицию и вскоре открыла свой снайперский счёт, застрелив копавшего траншею немецкого солдата.

На третье утро выбрала новую точку. И когда стало светать, заметила ритмичные движения лопаты, выбрасывавшей землю. Враг копал, согнувшись. Сердце в груди как-то особенно забилось, дрогнули руки, но слабость продолжалась всего секунду. Успокоив себя, жду, когда немец поднимется. И вот только на какой-то момент он разогнул спину, встал в рост. Выстрел. Лопата осталась на бруствере, а враг ткнулся в землю. Первый! Больше в этом ходе сообщения никто не показывался. Так я открыла боевой счёт, на прикладе снайперской винтовки была сделана первая зарубка.

15 августа 1943 Васильева, двигаясь по разминированной дороге на нейтральной полосе, приняла свой первый рукопашный бой, зарезав ножом-финкой немецкого снайпера, и в тот же день уничтожила ещё трёх солдат точными выстрелами.

Вижу: ползёт немец. Очень осторожно выдвинул голову за правую сторону памятника. Что я думала в тот момент, как действовала — не знаю. Но как-то сама рука выхватила финку из-за голенища сапога, и в долю секунды она вошла во что-то мягкое. Больше я ничего не помнила, потеряла сознание. Сколько прошло времени — не знаю.
[…]
Позиция удачная, да и немцы ещё не знали, что их снайпер — это он хотел устроиться у памятника — уже мёртв, поэтому ничего не опасались. В тот день на прикладе моей винтовки появились ещё 3 зарубки.

В ночь с 10 на 11 сентября 1943 Васильева уничтожила своего 185-го, последнего противника, которым был офицер из «батальона смертников». Это случилось во время высадки на Каботажной пристани в Новороссийске, когда отряд Васильевой закрепился в пакгаузах. В ходе боя Ольга была дважды ранена: первую рану получила от разрыва гранаты (осколок засел в ноге), вторую от попадания пули в левую руку. Несмотря на боль, Ольга сумела перевязать рану и уничтожить атаковавшего её офицера.

В пробоине мелькнуло лицо немецкого офицера: щёки полные, холёные, в глазах — ухмылочка… Конечно, это было безрассудно, но я встала во весь рост и выстрелила. Фашист дёрнулся вперёд, повис в пробоине. Тут же последовал ответный выстрел, вражеская пуля зацепила мне правое плечо и, скользнув, остановилась в левой руке. Это была вторая рана в том бою. Первую получила от разрыва гранаты — осколок засел в ноге. Я быстро сделала перевязку. Взяла снайперку, опять встала и, превозмогая боль в плече, выстрелила. Есть 185-й!

После этого отряд был накрыт плотным огнём вражеского танка. Четверо человек — Васильева и её сослуживцы «Ефимыч, ему было около 50 лет, и молодые ребята: Вася и азербайджанец Али» — в течение пяти суток находились под развалинами пакгауза. 16 сентября все четверо выбрались из-под развалин, когда немцы уже отходили, и вплавь отправились к противоположному берегу. Катер доставил раненую Ольгу Васильеву в госпиталь города Геленджик. Она была одной из тех военнослужащих морской пехоты, которой удалось выжить: большинство моряков-десантников или были убиты в бою, или были захвачены в плен немцами и казнены с особой жестокостью.
26 сентября 1943 снайпер-наблюдатель 3-й роты 322-го батальона (255-я Краснознамённая бригада) морской пехоты старший краснофлотец О. А. Васильева была представлена командованием части к награде за уничтожение 6 солдат противника и 1 огневой точки при высадке десанта в город Новороссийск. Официально приказом № 125/н от 16 октября 1943 года по войскам 18-й армии награждена орденом Отечественной войны 2-й степени. После выздоровления она отправилась в Москву как представитель от морской пехоты Черноморского флота, после завершения войны принята в Кремле у М. И. Калинина как участница Всесоюзного совещания девушек-фронтовиков.
После войны Ольга Васильева демобилизовалась и вернулась в Воронеж, где окончила медицинский институт и стала главврачом Воронежской городской больницы.

## Награды
- Орден Отечественной войны I степени (11 марта 1985)[6]
- Орден Отечественной войны II степени (16 октября 1943)[3] — за образцовое выполнение боевых заданий Командования на фронте борьбы с немецкими захватчиками и проявленные при этом доблесть и мужество[a]
- Медаль «За отвагу»
- Медаль «За оборону Одессы»
- Медаль «За оборону Севастополя»
- Медаль «За оборону Кавказа»
- Медаль «За победу над Германией в Великой Отечественной войне 1941—1945 гг.»[b]
- иные награды

## Комментарии
1. ↑  Награждена, будучи в звании краснофлотца и на должности снайпера-наблюдателя 322-го отдельного батальона[2]
2. ↑  Награждена, будучи в звании старшины 1 статьи и на должности медсестры Главного Краснознамённого госпиталя ЧФ[7].